# Marie Ange Mfoula
Marie Ange Mfoula (ur. 31 maja 1992 w Jaunde) – kameruńska koszykarka występująca na pozycji środkowej, posiadająca także francuskie obywatelstwo.
W sezonie 2017/2018 reprezentowała TS Ostrovię Ostrów Wielkopolski.

## Osiągnięcia
Stan na 21 września 2017, na podstawie, o ile nie zaznaczono inaczej.
Reprezentacja
- Wicemistrzyni Afryki (2015)
- Uczestniczka:
  - Afrobasketu (2015, 2017 – 8. miejsce)
  - kwalifikacji olimpijskich (2016)